# 뒤통수힘살

뒤통수힘살(occipital belly 또는 occipitalis muscle) 또는 후두근은 머리뼈(skull)를 덮고있는 근육이다. 일부 책은 뒤통수힘살을 분리된 근육으로 분류한다. 하지만 현재 Terminologia Anatomica는 뒤통수힘살을 이마힘살(frontalis muscle)과 함께 뒤통수이마근(occipitofrontalis muscle)의 일부로 분류한다.
얼굴 신경의 가지인 뒤귓바퀴 신경에 의해 신경 지배받는다.

## 같이 보기
- 뒤통수이마근